# Diccionario biográfico español
le Dictionnaire biographique espagnol, en espagnol Diccionario biográfico español est un dictionnaire biographique publié par l'Académie royale d'histoire d'Espagne. 

## Histoire
Le 23 mai 1735, Felipe V approuve la constitution de l'Académie royale d'histoire. Le premier directeur, Agustín de Montiano y Luyando, crée alors un Diccionario histórico-crítico de España. Cependant, les ressources limitées de l'Académie obligent à reporter les débuts de ce dictionnaire à la fin du XXe siècle.

## Édition imprimée
Le Dictionnaire est édité par Gonzalo Anes (alors directeur de l'Académie), Jaime Olmedo et Quintín Aldea Vaquero. Écrit par 5 000 historiens pendant dix ans, il se compose de 50 volumes, au total 45 000 pages et 40 000 biographies de personnages notables de l'histoire espagnole, du VIIe siècle av. J.-C. à nos jours. Les vingt-cinq premiers volumes sont publiés en 2011, les volumes restants sont achevés en 2013,.

## Édition électronique
La version électronique du dictionnaire est officiellement publiée par le roi et la reine d'Espagne en 2018. Carmen Iglesias devient directrice de l'Académie royale d'histoire en 2014 et responsable de la version électronique du dictionnaire, qui diffère à certains égards de la version imprimée sur papier. Les erreurs éventuelles sont censées être corrigées en permanence. 
L'édition imprimée contient des informations sur les personnes vivantes, alors que l'édition électronique est jusqu'à présent limitée aux personnes décédées. La difficulté d'écrire objectivement sur les personnes vivantes était l'une des critiques du Dictionnaire lors de sa parution. Une autre source de controverse est le traitement de Francisco Franco, qui au départ n'est pas décrit comme un dictateur. Son entrée est révisée pour la version en ligne.